# 李顯相
李顯相（韓語：이현상，1770年6月14日—1822年7月14日），字相之，號太華，本貫羽溪，韓國朝鲜王朝文臣，譯官，詩人。生员出身。

## 生平
朝鲜正祖二十二年（1798年）中戊午式年科生员。朝鲜正祖二十四年（1800年）別試文科に丙科23位及第，授教書館副正字。純祖一年（1801年)任禮曹佐郎、春秋館記注官，奉常寺参奉，教書館正字等歷。純祖二年（1802年)李顯相任教書館著作，同年任教書館博士，奉常寺主簿。以後李顯相於奉常寺僉正，教書館敎理等歷任，純祖九年（1809年)再任奉常寺僉正。
純祖十一年（1811年）1月李顯相任日本派遣之朝鮮通信使的製述官，日本的訪問及他和正使金履喬和副使李勉求。同年夏歸國，授司憲府監察，成均館典籍，禮曹佐郎。純祖十二年（1812年）校書館判校，刑曹佐郎，1813年新昌県監的赴任。同年11月他的母親朴氏去世，李顯相於辞退后直到守三年丧。
純祖十八年（1818年）成均館典籍，1819年教書館判校和同年出任幽谷道察訪。1820年李顯相任文川郡守，純祖二十二年（1822年）兼安邊鎭管兵馬同僉節制使。他的著作為『太華文集』、『歷代言事』。李顯相於純祖二十二年（1822年）7月14日病殁於文川。后贈官禮曹參議，高宗十三年（1876年）加贈禮曹參判。

## 作品
- 《太華文集（태화문집）》
- 《歷代言事（역대언사）》（史書），1804年